# Пшемент (гмина)
Пшемент (пол. Przemęt) — сельская гмина (волость) в Польше, входит как административная единица в Вольштынский повет, Великопольское воеводство. Население — 13 599 человек (на 2006 год).

## Соседние гмины
1. Гмина Раконевице
2. Гмина Слава
3. Гмина Смигель
4. Гмина Велихово
5. Гмина Виево
6. Гмина Вольштын
7. Гмина Влошаковице